# Raptors 905
Raptors 905 is een Canadese basketbalclub uit Mississauga die sinds 2015 uitkomt in de NBA G League. De club is in handen van de Toronto Raptors.

## Geschiedenis
De club werd in 2015 opgericht in de NBA Development League voor 6 miljoen dollar. Ze namen de plaats in van de Mississauga Power uit de National Basketball League of Canada. De club speelt zijn wedstrijden in een voorstad van Toronto. De 905 verwijst naar de plaatscode voor de ruime omgeving. Jesse Mermuys werd aangesteld als eerste hoofdcoach van de ploeg met Tim Lewis als assistent-coach. Na een seizoen waarin de play-offs niet werden gehaald verliet hij de club en werd vervangen door Jerry Stackhouse.
In het seizoen 2016/17 haalde ze de play-offs en wonnen achtereenvolgend van de Canton Charge en Maine Red Claws om in de finale te winnen van de Rio Grande Valley Vipers. In het seizoen 2017/18 bereikten ze opnieuw de play-offs om de finale nogmaals te bereiken wonnen ze van Grand Rapids Drive, Westchester Knicks en Erie BayHawks. In de finale werd er met 0-2 verloren van de Austin Spurs. Voor het seizoen 2018/19 werd Jama Mahlalela aangesteld als coach. In zijn eerste seizoen leidde hij de ploeg naar de play-offs en won van de Grand Rapids Drive maar ze verloren daarna van de Long Island Nets.
In zijn tweede seizoen als coach werd de competitie stopgezet door de coronacrisis. In 2020 werd Patrick Mutombo aangesteld als hoofdcoach. Na een overwinning in de play-offs tegen NBA G League Ignite werd er verloren van de Delaware Blue Coats. In het seizoen 2021/22 werd er eerste gewonnen van de Capital City Go-Go om opnieuw te verliezen van de Delaware Blue Coats. In 2022 werd Eric Khoury aangesteld als nieuwe hoofdcoach. Onder Khoury miste de club tweemaal op rij de play-offs. Hij werd in 2024 vervangen door Andrew Jones III.
Onder Jones ging het niet beter en opnieuw werden de play-offs niet gehaald in het seizoen 2024/25.

## Erelijst
- NBA D-League-kampioen: 2017
- NBA G League Most Valuable Player Award: Lorenzo Brown (2018), Chris Boucher (2019)
- NBA G League Defensive Player of the Year Award: Edy Tavares (2017), Chris Boucher (2019), Gary Payton II (2021)
- NBA G League Most Improved Player Award: Axel Toupane (2016)
- NBA G League Sportsmanship Award: Scott Suggs (2016)
- NBA G League Coach of the Year Award: Jerry Stackhouse (2017)
- NBA G League Finals Most Valuable Player Award: Pascal Siakam (2017)
- All-NBA G League First Team: Edy Tavares (2017), Lorenzo Brown (2018), Chris Boucher (2019), Jordan Loyd (2019)
- All-NBA G League Second Team: Henry Ellenson (2021), Malachi Flynn (2021), Alize Johnson (2021), Reggie Perry (2022)
- All-NBA G League Third Team: Axel Toupane (2017), Jahmi'us Ramsey (2024)

## Resultaten
| Seizoen | Wins | Verlies | Play-offs    | Coach            |
| ------- | ---- | ------- | ------------ | ---------------- |
| 2015/16 | 23   | 27      |              | Jesse Mermuys    |
| 2016/17 | 39   | 11      | Kampioen     | Jerry Stackhouse |
| 2017/18 | 31   | 19      | Finale       | Jerry Stackhouse |
| 2018/19 | 29   | 21      | Kwartfinale  | Jama Mahlalela   |
| 2019/20 | 22   | 21      |              | Jama Mahlalela   |
| 2020/21 | 12   | 3       | Halve finale | Patrick Mutombo  |
| 2021/22 | 24   | 8       | Halve finale | Patrick Mutombo  |
| 2022/23 | 16   | 16      |              | Eric Khoury      |
| 2023/24 | 13   | 21      |              | Eric Khoury      |
| 2024/25 | 13   | 21      |              | Andrew Jones III |

## Bekende (oud-)spelers
| - - Michael Gilmore - Anthony Bennett - Pascal Siakam - Malachi Flynn - Fred VanVleet | - Kira Lewis Jr. - Breein Tyree - Kenny Wooten - Yor Anei |